# Pravilo desne roke
Pravilo desne roke je mnemotehničen pripomoček za določanje smeri vektorjev v treh razsežnostih. Ker morajo biti koti med tremi vektorji pravi (90º), sta možna dve orientaciji rezultata. Pravilo desne roke pa nam pove katera smer je pravilna.  
Pravilo desne roke je za uporabo v elektromagnetizmu izumil britanski fizik John Ambrose Fleming (1849 – 1945). Danes pa se uporablja tudi na drugih področjih, kjer imamo opravka z vektorskimi produkti. 
Najbolj pogost primer je določanje smeri rezultata vektorskega produkta
{\displaystyle {\vec {a}}\times {\vec {b}}={\vec {c}}}.
Če na desni roki (pravilo ne deluje, če uporabimo levo roko) iztegnemo palec, kazalec in sredinec tako, da trije prsti tvorijo pravi kot (glej sliko). Pri tem palec kaže v smeri vektorja {\displaystyle {\vec {a}}\,}, kazalec v smeri vektorja {\displaystyle {\vec {b}}\,} in sredinec v smeri (vektorskega produkta) vektorja {\displaystyle {\vec {c}}\,}.
Posebni primer pravila je pravilo desne roke s prijemom. To pravilo uporabimo vedno takrat, ko je vektor povezan z vrtenjem telesa ali z magnetnim poljem ali s tekočino. 
Določanje smeri magnetnega polja: Palec postavimo v smeri električnega toka kot da bi prijeli vodnik. Ukrivljeni ostali prsti kažejo smer magnetnega polja.
S pomočjo pravila desne roke lahko vedno določimo smer vektorskega produkta dveh vektorjev. 